# هارتلی (نیو ساوت ولز)
هارتلی (به انگلیسی: Hartley) یک شهرک در استرالیا است که در نیو ساوت ولز واقع شده‌است.